# Raiano

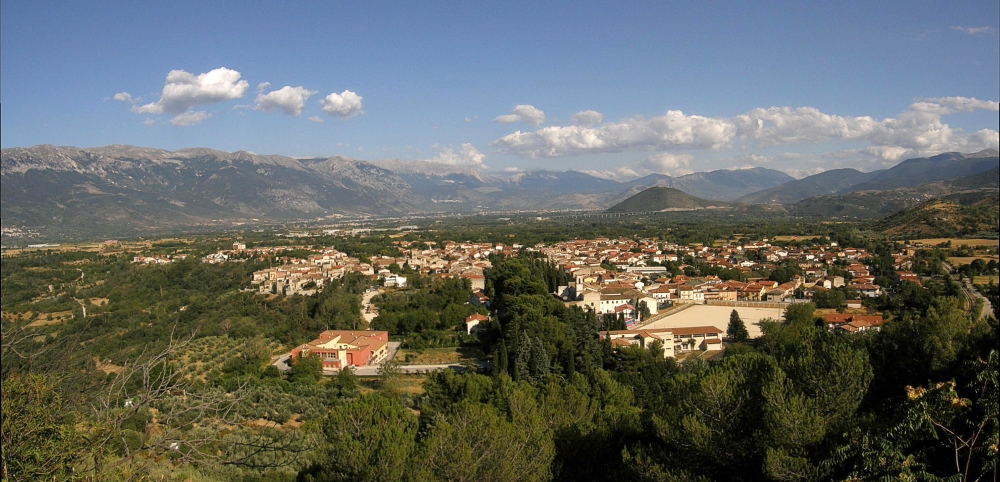
Panorama von Raiano

Raiano ist eine italienische Gemeinde (comune) mit 2618 Einwohnern (Stand 31. Dezember 2023) in der Provinz L’Aquila in den Abruzzen. Die Gemeinde liegt etwa 45 Kilometer südöstlich von L’Aquila am Aterno und gehört zur Comunità montana Peligna. Hier befindet sich das Riserva naturale guidata Gole di S. Venanzio.

## Geschichte
Das Gebiet, in dem sich die Gemeinde befindet, wurde schon von Plinius dem Älteren in seiner Historiae naturalis erwähnt. 872 wird Castrum Radiani erwähnt.
Das Erdbeben von 2009 beschädigte die Pfarrkirche (Chiesa della Madonna delle Grazie).

## Verkehr
Durch die Gemeinde führt die frühere Strada Statale 5 Via Tiburtina Valeria (heute eine Regionalstraße) von Rom nach Pescara. Der Bahnhof liegt an der Bahnstrecke von Terni nach Sulmona.

## Persönlichkeiten
- Massimo Margiotta (* 1977), Fußballspieler (Stürmer), in Raiano aufgewachsen